# Brain Dead Familia
Brain Dead Familia (czasem w skrócie BDF) – drugi solowy album polskiego rapera Słonia. Wydawnictwo ukazało się 2 października 2015 roku nakładem wytwórni Brain Dead Familia. Na albumie gościnnie pojawili się: Groov, ZBC, Blaze Ya Dead Homie, Dejan, Penx, Hazzidy, Guzior oraz Oxon.
Do utworów „Martwy”, „THX”, „HeadBanger”, „Czysta miłość” i „PSS” zrealizowano teledyski.
Nagrania dotarły do 5. miejsca zestawienia OLiS.

## Lista utworów
Opracowano na podstawie materiału źródłowego.
1. „Mitsukurina” (gościnnie: Groov; produkcja i scratche: DJ Creon) – 3:20
2. „Ogień i lód” (produkcja: Chris Carson) – 3:12
3. „HeadBanger” (produkcja i scratche: The Returners) – 3:30 / „Skit” (gościnnie: ZBC) – 1:21
4. „Dzieci Dagona” (produkcja: TMK Beatz) – 5:37
5. „Keep it sick” (gościnnie: Blaze Ya Dead Homie; produkcja: Chris Carson; scratche: DJ Soina) – 3:03
6. „#negatywnyrap” (produkcja i scratche: The Returners) – 3:56
7. „Martwy” (produkcja: Chris Carson) – 3:59
8. „Iluminaty jak skurwesyn” (produkcja i scratche: DJ Creon) – 3:46 / „Skit” (gościnnie: ZBC) – 1:28
9. „Sirocco” (gościnnie: Dejan, Penx, Hazzidy, Guzior; produkcja: White House; scratche: The Returners) – 4:38
10. „Fashion Week” (produkcja: Mikser) – 3:57
11. „Kłamca” (produkcja: Dyniak) – 3:40
12. „Dwugłowy kruk” (gościnnie: Oxon; produkcja: SSZ) – 3:12
13. „Czysta miłość” (produkcja i scratche: The Returners) – 3:33
14. „THX” (produkcja: Matheo; scratche: DJ Ace) – 3:17 / „Skit” (gościnnie: ZBC) – 1:14
15. „PSS” (produkcja: Pawko; scratche: DJ Soina) – 3:33

## Certyfikaty i sprzedaż
| Kraj          | Certyfikat  | Sprzedaż | Data            |
| ------------- | ----------- | -------- | --------------- |
| Polska (ZPAV) | złota płyta | 15 000+  | 7 kwietnia 2021 |